# 山本まる
山本 まる（やまもと まる、1989年1月18日 - ）は、日本のモデル、パーツモデル、AV女優、ベーシスト。

## 略歴
2008年にデビューしたロリ系のAV女優で、当初は主に「村上てん（むらかみ てん）」の名前で活動。
その後、所属事務所の移籍にともない「山本まる」に改名。
「二宮まこ」「武脇ちずる」名義で着エロ作品にも出演している。

## 人物
- 趣味は読書、音楽鑑賞。
- パンクバンド・中学生棺桶のベーシスト「しむら青梅子」としても活動している。

## 出演作品

### アダルトビデオ
村上てん 名義
2008年
- 裏・少女流出 9 （2月29日、ゴーゴーズ） ※「めぐみ」名義
- 関西流出!投稿作品 少女・はるか （4月25日、レイディックス） ※「はるか」名義
- 未熟 4時間完全撮り下ろしSP （5月14日、LOTUS）…オムニバス作品 他出演:和葉、仁美、悠、マヤ、はるひ
- 聖くすぐり学園 1 （5月16日、RISING）…オムニバス作品 他出演:睦美玲奈
- 少女のクリトリス （5月17日、ラハイナ東海）…オムニバス作品
- 小●生制服の寸法合わせ試着室痴漢盗撮映像 （5月17日、ラハイナ東海） ※女優名は明記なし
- 妹ブルマ de SEX 1 （5月23日、RISING）
- てんおねえちゃんのアンスコ （6月13日、RISING）
- こんな娘を犯したい… （7月16日、LOTUS）…オムニバス作品 他出演:新音、優花、咲姫、美樹、真希、美沙
- トラブル上等!!! 無理難題面接 （7月25日、BRAVO）…オムニバス作品 他出演:貴岡理菜、長谷川千穂、竹田千恵、高田ありさ、瀬戸田れもん、Ririka、相葉かすみ、伊藤青葉
- 有名コンビニ店店長投稿流出 万引き女子校生折檻ビデオ 2 （8月13日、カルマ） ※女優名は明記なし
- KARMAファン感謝祭 コレで見納め?! ロリロリバスツアーFINAL （10月13日、カルマ）…共演:園原みか、永瀬あき、夏川るい、坂本愛海、綾波あすか、園原りか、南しずか、桃井アンナ、仲咲千春、穂波さやか、桜井ゆめ、小森もも、藤崎もえ、ほりさやか、真崎寧々、小野瀬香恋
- SPLASH GIRL 女鯨08 （10月19日、桃太郎映像出版）…共演:前乃さとみ
- キレイなお姉さん50人8時間ぶっ続けであなたのオナニーミテるだけ （11月1日、V）
- 性欲処理用 みなしご少女 変態悪魔夫婦に犯され続けたパイパン天使 （11月6日、グローリークエスト）…共演:大越はるか

山本まる 名義
2008年
- 綺麗な足の裏 汚い足の裏 VOL.2 （12月5日、SUPER STAR）…オムニバス作品 他出演:霧島奈緒子、大越はるか、
- 匣 The Box ～狭い匣に24時間閉じ込め自由を奪う人体実験ドキュメント～ （12月20日、コレクター）

2009年
- ロリコン変態産婦人科医 思春期外来 盗撮 中○生はじめての産婦人科受診「ほら、痛くないからもう少し足を開いてごらん？」 （1月13日、KARMA）…オムニバス作品 ※女優名は明記なし
- 再婚母娘 （2月7日、マドンナ）…共演:竹井ゆかり
- 昭和エロス 涙のエロ本 療養中の妻の留守、女中を慰み者にする旦那／亭主が亡くなった夜にする情交の味／異国の地で敵兵に犯されて味わうオルガズム （2月10日、FAプロ）…オムニバス作品 他出演:浅井千尋、黒木小夜子、大沢萌、浅井舞香
- 尻コキ!四つん這いオナニー女子校生 3 （2月25日、ジャネス）…オムニバス作品
- 浣腸!強制糞漏らしパンティー 5 (2月25日、ジャネス) ...オムニバス作品 ※女優名は明記なし
- ロリータパンティこき （3月6日、オフィスケイズ）…オムニバス作品 他出演:ひなた、白谷さえ、小西えみ ほか
- ロリータレズエステ VOL.2 （3月20日、DIVA's）…オムニバス作品 他出演:伊藤あずさ ほか　※女優名は明記なし
- 煩悩寺をぶっ潰せ!! 1 ロリっ娘アイドルレスラーが道場破りにやってきた!! （3月27日、煩悩寺）
- えっちな妹宅配便 （3月28日、JUMP）…オムニバス作品　※女優名は明記なし
- 競水画廊 5 （4月3日、RISING）…オムニバス作品 他出演:宮崎奈津希、とよた優佳
- スクール水着コレクション その4 （4月3日、日昇出版）…オムニバス作品 他出演:篠塚美保子
- 突然くすぐられる女達 2 （4月10日、RISING）…オムニバス作品 他出演:めぐみ、あき
- いとこ風呂6 （4月30日、JUMP）…オムニバス作品　※女優名は明記なし
- 子供ぶっかけ連発ザーメン （4月30日、JUMP）…オムニバス作品　※女優名は明記なし
- 流出映像 中●生アイドル淫行撮影現場 （5月1日、大久保ヤンキース ）…オムニバス作品　※女優名は明記なし
- 凌辱オフィス 新人OL拘束恥辱研修 （5月8日、RISING）…オムニバス作品 他出演:水神ゆうな
- ●学生 Mちゃん 悶絶初アクメと中出しの記録 2 （5月25日、プラネットプラス）
- 無毛マ●コ 2 （6月27日、まいん）
- 首輪少女 第一章 山本まる 中○三年生 （6月29日、電人）
- 少女人形と変態バツイチ三兄弟 変態飼育3 （8月1日、快楽飼育）
- 哀切母娘 （8月7日、マドンナ）…共演:緑川あずさ

2010年
- DiVA’s総集編 VOL.2 桐原あずさ感謝祭（2月5日、大久保ヤンキース）…オムニバス作品 共演:桐原あずさ他多数

### イメージビデオ
- 素人着エロ倶楽部 まなちゃん 現役中○生 （2008年1月25日、写女） ※「まな」名義
- 素人着エロ倶楽部 まなちゃん 2 パイパン娘。 現役中○生 （2008年6月27日、写女） ※「まな」名義
- パイパン少女 おしっこ漏らしちゃった （2009年2月25日、fermata） ※「二宮まこ」名義
- 放課後部活 vol.1 （2009年2月26日、スパークビジョン） ※「武脇ちずる」名義
- WAREMEX VOL.13 （2009年3月20日、LUCKMARK） ※「山本まる」名義